# Beberibe
Beberibe è un comune del Brasile nello Stato del Ceará, parte della mesoregione del Norte Cearense e della microregione di Cascavel.
Fanno parte del comune alcune spiagge del litorale del Ceará: Uruaù, Praia das Fontes, Morro Branco e Parajurù.

## Uruaù
Uruaù è una frazione di Beberibe. È una spiaggia di mare che gode di una temperatura costante tutto l'anno attorno ai 26 -27 gradi. Il vento costante favorisce la pratica del kitesurf. Oltre alla spiaggia si può trovare anche un lago, le dune e un paio di laghetti di acqua dolce con temperatura dell'acqua di circa 30°. La vegetazione è data soprattutto da palme da cocco. A pochi chilometri di spiaggia si possono visitare Praia das Fontes e Morro Branco con le loro falesie rosse che scendono fino alla spiaggia di sabbia finissima. Per spostarsi sulla sabbia delle spiagge e delle dune è molto usato il buggy.